# 1828 год в истории железнодорожного транспорта
1828 год в истории железнодорожного транспорта

## События
- В феврале начато строительство железной дороги Честерфилда, штат Виргиния.
- 24 марта утверждён план строительства первой государственной железной дороги в Пенсильвании.
- 1 августа открылась для грузовых перевозок железная дорога Болтон и Ли (Ланкашир).
- Во Франции проложены первые железнодорожные пути.[1] 27 августа открыта линия Андрезье — Роан.
- 1 октября официально открылась первая общественная железная дорога, соединяющая Сен-Этьен и Андрезье.